# ميتشيل شابمان
ميتشيل شابمان (بالإنجليزية: Mitchell Chapman)‏ هو لاعب اتحاد الرغبي أسترالي، ولد في 15 مارس 1983 في سيدني في أستراليا.